# 金太郎

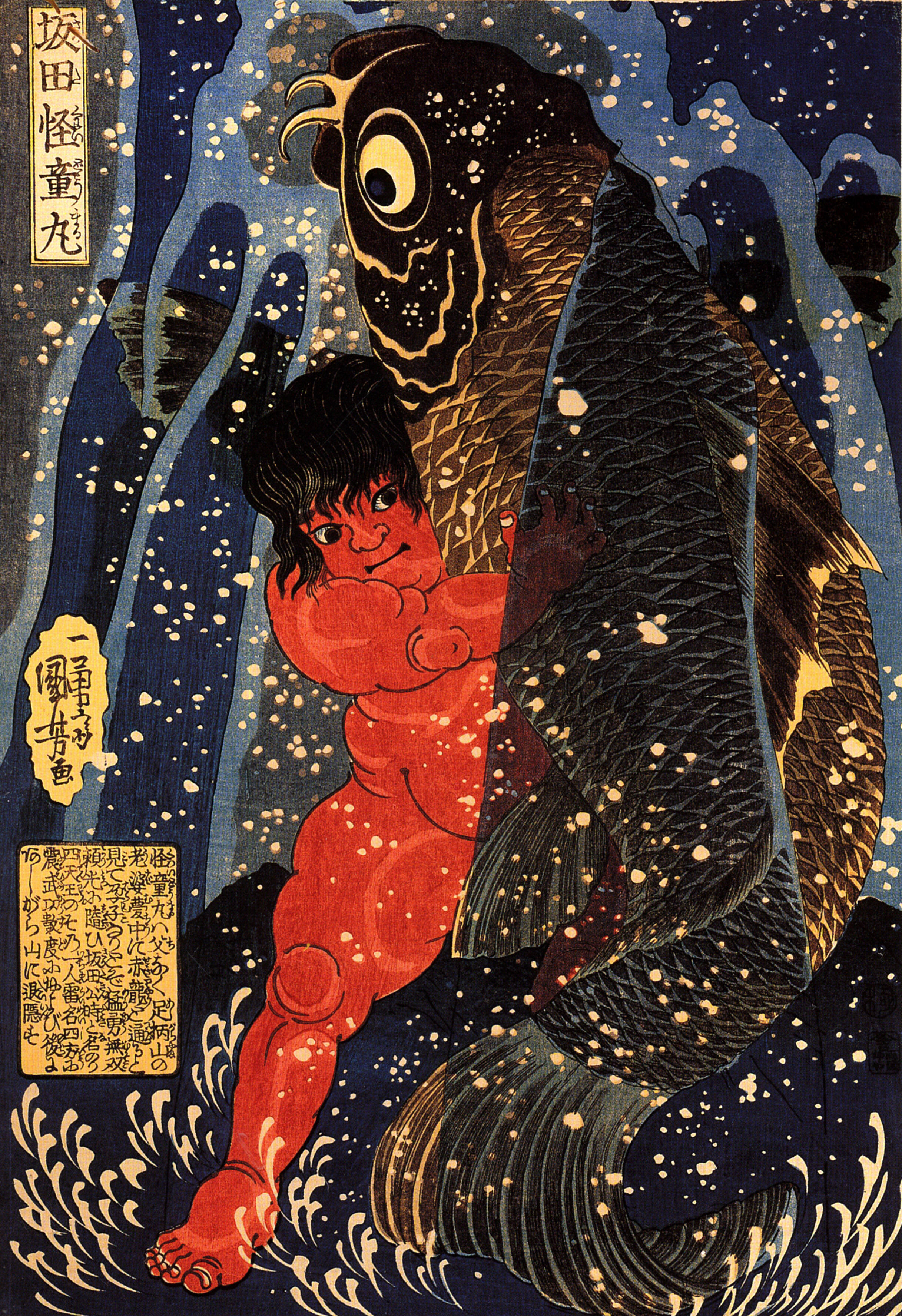
歌川國芳画：『坂田怪童丸』 天保7年（1836年）頃

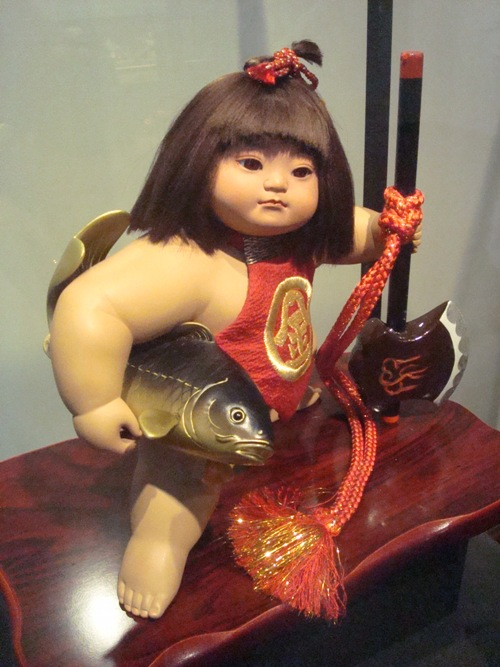
金太郎

金太郎是賴光四天王之一坂田金時的幼名，也是日本民間傳說中的英雄。

## 傳說
傳說金太郎是擁有怪力的兒童，生長於相模國（神奈川縣）足柄山，為山姥之子，在山中與動物為友、與熊相撲。與源賴光相識之後，成為其家臣，改名為坂田金時，一同征討大江山的酒吞童子。
金太郎最為人所熟知的是穿著紅色的菱形肚兜、挑大斧、騎在熊背上的形象。

## 關連項目
- 要聽神明的話
- 金太郎糖
- 南足柄市
- 哆啦A梦
- 假面騎士電王：按下电王腰带模式面板上第三颗黄色按钮，再将电王骑士护照刷过电王驱动器后。以金太洛斯为主体，武器为组斧
- 銀魂：在動畫第98話開場，銀八老師有介紹，主角坂田銀時的人物特性是從坂田金時（金太郎）而來的。
- Fate/Grand Order：在400萬次下載慶祝活動中，作為五星Berserker（狂戰士）和四星Rider（騎兵）從者（英靈）登場，寶具分別為「黃金衝擊」和「夜狼死九．黃金疾走」。以及在死界魔霧都市倫敦的劇情中登場

- 大富翁系列：《大富翁2》當中人物也叫「金太郎」。
- 幽遊白書－角色魔金太郎
- 福星小子
- 御靈錄otogi（遊戲）
- ONE PIECE - 角色 海軍 科學部隊 戰桃丸

## 外部連結
- 金太郎 （页面存档备份，存于） - 青空文庫